# Huff-Daland XHB-3
Le Huff-Daland XHB-3 est un projet de bombardier lourd monoplan américain. Il est conçu avec les caractéristiques demandées par l'USAAC pour l'Atlantic XHB-2, et annulé pour les mêmes raisons que celui-ci. Le XHB-3 est le dernier avion de la séquence des bombardiers lourds (« HB »), remplacée par celle des bombardiers (« B »).